# Huey Lewis
Hugh Anthony Cregg III (født 5. juli 1950), kendt under kunstnernavnet Huey Lewis, er en amerikansk sanger, sangskriver og skuespiller.
Huey Lewis er forsanger og mundharpespiller i bandet Huey Lewis and the News. Han skriver ligeledes størstedelen af bandets sange, enten alene eller med andre. Bandet er kendt for deres tredje album Sports fra 1983 og for deres bidrag til soundtracket til filmen Back to the Future fra 1985. Inden etableringen af Huey Lewis and the News spillede Huey Lewis i bandet Clover fra 1972 til 1979.